# 戸田ころね
戸田 ころね（とだ ころね）は、日本の女性アイドル。アイドルグループのatMe、BLACKNAZARENE、ONE BY ONE、JILLASTEDの元メンバー。代表およびプロデューサーとしてJILLASTEDを立ち上げた。株式会社LOBBYTODDY代表取締役。

## 経歴

### atME
2016年5月に「時代加速装置＠’ｍＥ」（じだいかそくそうちアットミー）のメンバーとしてアイドルデビューした。2016年末にグループ名が「atME」（アットミー）に改名。2018年2月25日の新宿ReNYでのライブを最後にグループが解散した。その後、戸田は１ヶ月ほどフリーで活動を行った。

### BLACKNAZARENE
2018年3月26日に「BLACKNAZARENE」（ブラックナザレ）がデビューし、結成メンバーとして参加した。2020年3月26日でのグループからの卒業を予定していたが新型コロナウイルス感染症の影響で延期となり、2020年5月15日にグループを卒業した。その後、戸田はフリーでモデルやMV出演など、音楽業界を軸に活動を行った。

### ONE BY ONE
2021年4月3日に「ONE BY ONE」がデビューし、結成メンバーとして参加した。2021年12月31日にグループが現体制での活動を終了し、一時活動休止となった。戸田はグループの活動休止と同時にグループから脱退し、所属事務所であるNプロダクションから退職した。

### JILLASTED
2022年4月17日から「#戸田ころねアイドル計画」としてクラウドファンディングを行い、2022年6月14日に「JILLASTED」（ジルラスト）としてデビューした。戸田はメンバー、代表、プロデューサーとして活動した。2023年1月16日に体調不良により戸田の活動休止が発表され、2023年3月31日にグループが解散した。

### 個人での活動
2023年5月1日に芸能活動の再開を発表した。

## JILLASTED
2022年に戸田によるプロデュースでアイドルグループのJILLASTEDが結成された。2022年6月14日、新宿BLAZEにおいてデビューライブを開催。2023年3月31日にラストライブを行い、解散した。

### メンバー
| 氏名       | 誕生日  | 担当色 | 経歴                             | 備考               |
| ---------- | ------- | ------ | -------------------------------- | ------------------ |
| 戸田ころね | 1月5日  | 赤色   | atMe BLACKNAZARENE ONE BY ONE    | プロデューサー兼任 |
| 瀬戸ゆらね | 5月4日  | 青色   | じゅじゅ                         |                    |
| 紫夢あゐく | 9月30日 | 紫色   | ふゆのどうぶつえん BLACKNAZARENE |                    |
| 渡辺樹莉   | 1月5日  | 白色   | ルルネージュ ONE BY ONE          |                    |
| 池田梨乃   | 8月5日  | 黄色   | P.IDL                            |                    |
| 麗百花     | 9月22日 | ピンク | ミスiD2019 コンカフェ            |                    |
| 成生あのん | 12月4日 | 水色   | 超電波バスターズ                 |                    |

## 人物
本名で活動していることを明かしており、父がパン屋であるためパンのコロネから「ころね」という名前が付けられた。
母親が芸能活動に憧れていたため、幼少時からバレエやボーカルトレーニングを習っていた。バンド活動をするために軽音楽部のある高校を選んだが、メンバーとの衝突によりバンド活動は断念した。接客業などを志して大学に進学したが、芸能活動への憧れからアイドルオーディションを受けた。

## 評価
週刊プレイボーイは戸田が複数のグループで活躍したことを受けて「地下ドル界のカリスマ」と評価した。戸田はモデルとしても活動をしており、スタイルが良く美脚だと評価されている。